# Fences (singolo)
Fences è un singolo della cantante belga Blanche, pubblicato il 27 marzo 2020 dalla PIAS Recordings.

## Pubblicazione
Qualche giorno prima della pubblicazione, la cantante sul proprio profilo Instagram, ha annunciato con un post l'imminente uscita del brano.

## Tracce
Testi di Ellie Delvaux, François Gustin, Thomas Medard, musiche di François Gustin.
1. Fences – 3:23

## Classifiche
| Classifica (2020) | Posizione massima |
| ----------------- | ----------------- |
| Belgio (Vallonia) | 67                |